# Яснитский, Владислав Николаевич
Владислав Николаевич Яснитский (1894 год, Симбирск — 13 ноября 1945 года, Иркутск) — советский биолог, доктор биологических наук, профессор. Первый декан биологического факультета Иркутского государственного университета. Создатель научной школы изучения фитофлоры озера Байкал.
Родился в 1894 году в Симбирске в преподавательской семье. В 1917 году получил диплом Казанского университета, после чего остался заниматься научной деятельностью при вузе.
В 1919 году переехал в Иркутск, где занял должность ассистента в только что созданном Иркутском государственном университете, в 1927 году стал доцентом.
В 1923 году стал одним из организаторов создания Биолого-географического научно исследовательского института при университете, в 1925 году стал заведующим Университетской биологической станции в поселке Большие Коты на берегу озера Байкал.
В 1932 году после получения профессорского звания возглавил кафедру ботаники, которой руководил до 1945 года. В 1932 году стал первым деканом биологического факультета Иркутского государственного университета.
Все научные исследования Яснитского связаны с изучением зоопланктона и фитопланктона озера Байкал. Он стал первым ученым, наладившим регулярные наблюдения за уровнем и состоянием планктона в озере начиная с 1926 года, первым получил сведения о сезонных изменениях количества планктона, и влияние его распределения на популяцию омуля. Является создателем научной школы по изучению зоо- и фитопланктона озера Байкал.
Скончался в 1945 году в Иркутске.

## Труды
- Материалы к познанию озера Байкал // Труды Иркутского общества природы. — Иркутск, 1923. — Т. 1. — Вып. 1.
- Планктон северной оконечности озера Байкал. По материалам экспедиций Биолого-географического института // Известия БГНИИ при ИГУ, 1934. — Т. VI. — Вып. 1. — С. 85-102.
- Результаты гидробиологических исследований на Байкале. — Иркутск, 1925.
- Явление гигантизма во флоре озера Байкал // Известия БГНИИ при ИГУ, 1952. — Т. XIII. — Вып. 1